# Llucmaçanes
Llucmaçanes (hiszp. Llumesanas) – miejscowość w Hiszpanii, na Minorce, zlokalizowana we wschodniej części wyspy, bez dostępu do morza, na południowy zachód od stolicy - Maó, w gminie Maó.
Miejscowość posiada zespół starej architektury, ale jest też popularna wśród osób napływowych z innych rejonów świata, które stawiają tu nowe zabudowania. Zabytkiem jest neogotycki kościół św. Kajetana z 1884, widoczny z daleka i stanowiący element miejscowej panoramy. Z dużym rozmachem obchodzony jest tutaj dzień św. Kajetana (Sant Gaietà), kiedy to odbywają się pokazy koni miejscowej rasy.